# متیو فاکس (بازیکن فوتبال)
متیو فاکس (انگلیسی: Matthew Fox؛ زادهٔ ۱۳ ژوئیهٔ ۱۹۷۱) بازیکن فوتبال اهل بریتانیا است.
از باشگاه‌هایی که در آن بازی کرده‌است می‌توان به باشگاه فوتبال بریج‌نورث تاون، باشگاه فوتبال چلتنهام تاون، باشگاه فوتبال نورث‌همپتون تاون، و باشگاه فوتبال بیرمنگام سیتی اشاره کرد.